# Asóka csakrája

Asóka csakrájának ábrázolása India zászlajában.

Az Asóka csakrája a dharmacsakra, a tankeréknek, a dharma kerekének egyik ábrázolási módja. A keréknek 24 küllője van.
Asóka csakrája a maurja Nagy Asóka (i. e. 272-232) idejéből fennmaradt több emléken szerepel, ezek közül a legnevesebb Asóka oroszlános szobra és az Asóka oszlopfő.
Manapság legtöbbször az Indiai Köztársaság nemzeti lobogójának közepén tengerkék színben fehér alapon látható. A zászlót 1947. július 22-én fogadták el, és a csakra a régebbi zászlókban szereplő rokkát váltotta fel. Asóka csakrája India nemzeti emblémáján, Asóka oroszlános oszlopfőjének a talapzatán is megtalálható.

## Története és kialakítása
Asóka csakráját az indiai császár, Asóka építtette uralkodása idején. A csakra egy szanszkrit szó, melynek jelentései között megtalálható az önmagába visszatérő folyamat is. A csakra azt jelképezi, az idő előrehaladtával hogyan változik a világ.
A csakra kerekén lévő 24 küllőnek a következők a jelentései:
1. Szeretet
2. Bátorság
3. Türelem
4. Békesség
5. Kedvesség
6. Jóság
7. Hűség
8. Gyengédség
9. Önfegyelem
10. Önzetlenség
11. Önfeláldozás
12. Igazmondás
13. Becsületesség
14. Igazság
15. Irgalom
16. Könyörületesség
17. Alázatosság
18. Együttérzés
19. Rokonszenv
20. Isteni tudás
21. Isteni akarat
22. Isteni morál
23. Áhítatos istenfélelem
24. Isten jóságába vetett remény/bizalom/hit

## Fordítás
- Ez a szócikk részben vagy egészben  az   Ashoka Chakra című angol Wikipédia-szócikk ezen változatának fordításán alapul.  Az eredeti cikk szerkesztőit annak laptörténete sorolja fel. Ez a jelzés csupán a megfogalmazás eredetét és a szerzői jogokat jelzi, nem szolgál a cikkben szereplő információk forrásmegjelöléseként.

## Lásd még
- India zászlaja
- India címere